# 善養寺惠介
善養寺 惠介（ぜんようじ けいすけ、1964年 - ）は日本の尺八奏者。人間国宝。
古典本曲に本格的に取り組む数少ない演奏家で、求道的な音作りをする。

## 人物・来歴
6歳より、根笹派錦風流の神如道（1891-1966、絶滅の危機に瀕していた数々の虚無僧尺八曲を、積極的に収集し伝承した古典尺八界の草分け的存在と言われる）のもとで尺八を学んでいた父昭三と岡崎自修より虚無僧尺八の手ほどきを受け、神如正に師事。東京芸術大学に進み学部、大学院を通して山口五郎（人間国宝）に師事。
1990年同大学院修士課程修了後、同大学の非常勤講師を勤めるとともに積極的に演奏活動を行う。1999年に初の独奏リサイタルを開催し、その後も継続的に古典を中心とした演奏活動のほか、関東各地にて尺八普及のための尺八教授活動を行っている。

## 著書
- 「はじめての尺八」音楽之友社 2000年 ISBN 978-4276315228

## 受賞歴
- 2002年 ビクター財団賞奨励賞（現・日本伝統文化振興財団賞）[2]
- 2008年 第63回文化庁芸術祭賞新人賞[5]
- 2009年 第64回文化庁芸術祭賞優秀賞[5]
- 2017年 第72回文化庁芸術祭賞大賞[6]
- 2018年 第68回芸術選奨文部科学大臣賞[7]
- 2020年 紫綬褒章[8]
- 2025年  重要無形文化財保持者（人間国宝）[9][1]